# Лардро, Андре
Андре Лардро (фр. André Lardrot; род. 5 марта 1932, Невер) — французский гобоист.
Окончил Парижскую консерваторию (1953). В 1956 г. разделил с Гастоном Могра первую премию Международного конкурса исполнителей в Женеве. В 1961 г. занял второе место на Международном конкурсе ARD.
Среди записей Лардро — концерты Георга Фридриха Генделя, Доменико Чимарозы, Йозефа Гайдна, Вольфганга Амадея Моцарта K. 271k / K. 314 (с оркестром Венской государственной оперы), Антонио Сальери и Георга Филиппа Телемана (с ансамблем «Загребские солисты» под управлением Антонио Янигро), Томмазо Альбинони, Иоганна Себастьяна Баха и др.
Критика отмечала его «изысканный вкус» и «не сладкий, скорее прохладный звук».
Преподавал в зальцбургском Моцартеуме, Базельской академии музыки.